# Sabine Tiedtke
Sabine Tiedtke (* 7. Oktober 1979 in Erlangen) ist eine deutsche Kunsthistorikerin.

## Leben
Sabine Tiedtke besuchte nach ihrem Schulabschluss 1999 das Praktikumsjahr bei der Werkbund Werkstatt Nürnberg. Im Jahr 2003 schloss sie eine dreijährige schulische Ausbildung zur Staatlich geprüften Designerin im Bereich Schmuck und Gerät am Berufskolleg für Formgebung, Schmuck und Gerät in Schwäbisch Gmünd ab. Danach folgte ein Studium der Kunstgeschichte, Christlichen Archäologie und Kunstgeschichte sowie der Iberoromanischen Philologie von 2003 bis 2009 an der Universität Erlangen. 2020 veröffentlichte sie ihre Doktorarbeit über den Nürnberger Glasschnitt des 17. und 18. Jahrhunderts.
Während und nach dem Studium war sie an verschiedenen Museen wie dem Germanischen Nationalmuseum Nürnberg und dem Stadtmuseum Erlangen tätig. Ein wissenschaftliches Volontariat schloss sie 2019 am Fränkischen Freilandmuseum Bad Windsheim ab. Von 2019 bis 2022 war sie als Mitarbeiterin des vom Bundesministerium für Bildung und Forschung im Rahmen der dritten Ausschreibung der „Sprache der Dinge“ geförderten Verbundforschungsprojekts Glas. Material, Funktion und Bedeutung zwischen 1600 und 1800 in Thüringen unter der Leitung von Annette C. Cremer tätig. Im Jahr 2023 kuratierte sie die Ausstellung Meisterwerke aus Glas im Germanischen Nationalmuseum Nürnberg.
Ihr fachlicher Forschungsschwerpunkt ist das Kunsthandwerk, darunter vor allem das historische Glas sowie bei Zinngegenständen bis in das 20. Jahrhundert. Sie kuratierte mehrere Ausstellungen an unterschiedlichen Museen, wie die Sonderausstellung Zinnesrausch. Handwerkskunst und Massenware im Fränkischen Freilandmuseum Bad Windsheim, vier Sonderausstellung zum Thema Das Glas der Schwarzburger am Schlossmuseum in Arnstadt, am Thüringer Landesmuseum Heidecksburg in Rudolstadt, am Regionalmuseum Bad Frankenhausen wie am Schlossmuseum Sondershausen.

## Veröffentlichungen (Auswahl)

### Monographien
- Zinnesrausch. Fränkisches Freilandmuseum Bad Windsheim, Bad Windsheim 2019.
- Nürnberger Glasschnitt im Detail. Neue Zuschreibungskriterien für den Nürnberger Glasschnitt im 17. und beginnenden 18. Jahrhundert und ihre Anwendbarkeit erörtert am Bestand des Germanischen Nationalmuseums. Dissertation Friedrich-Alexander-Universität Erlangen-Nürnberg, Erlangen 2020 (Digitalisat).
- Das Glas der Schwarzburger. Verlag Ph. C. W. Schmidt, Neustadt 2023.
- Meisterwerke aus Glas. Verlag des Germanisches Nationalmuseums, Nürnberg 2023.

### Beiträge in Sammelwerken und Zeitschriften
- Katalogeinträge zu Objekten aus dem Bereich Kunsthandwerk: In: Ulrich G. Großmann (Hrsg.): Mythos Burg, Ausst. Kat. Germanisches Nationalmuseum, Nürnberg 2010, ISBN 978-3-940319-98-2.
- Katalogeinträge zu Objekten aus dem Bereich Kunsthandwerk: In: Anke Keller / Ralf Schürer (Hrsg.): Zünftig! Geheimnisvolles Handwerk 1500–1800, Ausst. Kat. Germanisches Nationalmuseum, Nürnberg 2013, ISBN 978-3-936688-73-3.
- Majolika-Teller mit Darstellung der Bekehrung des Paulus In: Anzeiger des Germanischen Nationalmuseums. 2013, S. 245–246.
- Zinnvolle Neuerwerbungen In: Förderverein Fränkisches Freilandmuseum e. V. (Hrsg.): Franken unter einem Dach. Zeitschrift für die fränkischen Freilandmuseen 39 (2017), S. 124–127.
- Von der ›Auszierung‹. Techniken der Oberflächenveredelung von Glas in der Frühen Neuzeit In: Annette C. Cremer (Hrsg.): Glas in der Frühen Neuzeit. Herstellung, Verwendung, Bedeutung, Analyse, Bewahrung (Höfische Kultur interdisziplinär, Bd. 6). Heidelberg 2022, S. 251–291 (Digitalisat).
- Glasschnitt im Detail. Über das Gelingen der Zuschreibung unsignierter Gläser an Nürnberger Glasschneider In: Annette C. Cremer (Hrsg.): Glas in der Frühen Neuzeit. Herstellung, Verwendung, Bedeutung, Analyse, Bewahrung (Höfische Kultur interdisziplinär, Bd. 6). Heidelberg 2022, S. 321–345, ISBN 3-96822-071-4 (Digitalisat).
- In einer Schneckenlinie künstlich zu zerschneiden… Ein einzigartiges Kelchglas mit spiralig zerschnittener und dehnbarer Kuppa In: Kulturgut. Aus der Forschung des Germanischen Nationalmuseums. IV. Quartal 2023, Heft 79, S. 1–4 (Digitalisat).
- Kreideglas und Wasserantrieb. Hochschnittglas in der Sammlung des Germanischen Nationalmuseums In: Kulturgut. Aus der Forschung des Germanischen Nationalmuseums. II. Quartal 2024, Heft 81, S. 8–11 (Digitalisat).
- mit Anneli Kraft: Ida Paulin als Glaskünstlerin ihrer Zeit – Inspirationen für ihre bemalten Gläser In: Sarah Klein / Christof Trepesch (Hrsg.): Glaskunst made in Augsburg. Regensburg 2024, S. 21–45.

### Herausgeberschaften
- (Hrsg.): Zinnesrausch. Handwerkskunst und Massenware. Zinn vom 17. Jahrhundert bis heute. Publikation zur Sonderausstellung im Fränkischen Freilandmuseum Bad Windsheim mit Bestandskatalog des Museums und einer Münchner Privatsammlung (Schriften und Kataloge des Fränkischen Freilandmuseums des Bezirks Mittelfranken 85). Bad Windsheim 2019, ISBN 978-3-946457-07-7.[5]
- mit Annette C. Cremer (Hrsg.): Das Glas der Schwarzburger. Eine Ausstellung in vier Thüringer Museen In: der glasfreund. Zeitschrift für altes und neues Glas, 27. Jg., Februar 2022, Nr. 82, S. 19.
- mit Annette C. Cremer(Hrsg.): Das Glas der Schwarzburger (Zeitschrift für Thüringische Geschichte, Beiheft 44). Neustadt a. d. Aisch 2023, ISBN 978-3-87707-284-4.[6]
- (Hrsg.): Meisterwerke aus Glas Ausst.Kat. Germanisches Nationalmuseum Nürnberg. Nürnberg 2023, ISBN 978-3-946217-36-7.[7]